# Thymus albicans
Thymus albicans es una especie de planta fanerógama de la familia de las lamiáceas.

## Descripción
Tallos sufrútice que alcanzan un tamaño de 25-45 cm, erecto. Tiene hojas de dos tipos; unas pequeñas, fasciculadas, densamente pelosas, cenicientas, otras de 4-8 × 1-3 mm, elípticas, con glándulas amarillentas, glabras o con pilosidad irregular, de color verde claro; pecioladas. Inflorescencia de 8-9 mm, globosa.   Corola de 3,5 mm, que sobresale algo del cáliz, color crema. Los frutos son núculas de 0,7-1,2 mm, elipsoides. Tiene un número de cromosomas de 2n = 30.

## Distribución y hábitat
Se encuentra en las dunas fijas subcosteras, pinares costeros y aclarados de Pinus pinea, en substratos arenosos o limosos; a una altitud de 10-70 metros en el litoral del SW de la península ibérica. Desde Chiclana, en Cádiz, hasta Faro, en el Algarve.

## Taxonomía
Thymus albicans fue descrita por Hoffmanns. & Link y publicado en Fl. Port. 1: 124, t. 11. 1809.
Etimología
Ver: Thymus
albicans: epíteto latíno que significa "casi blanco"
Sinonimia
- Origanum albicans (Hoffmanns. & Link) Kuntze
- Thymus mastichina var. micranthus Boiss.
- Thymus tomentosus var. virescens Coss.
- Thymus virescens (Coss.) Pau[4]

## Nombres comunes
- Castellano: almoradux, almoraduz, almoraú, mejorana, tomillo peludo.(el número entre paréntesis indica las especies que tienen el mismo nombre en España)[5]